# Добрічел
Добрічел (рум. Dobricel) — село у повіті Бистриця-Несеуд в Румунії. Входить до складу комуни Спермезеу.
Село розташоване на відстані 353 км на північний захід від Бухареста, 34 км на північний захід від Бистриці, 69 км на північний схід від Клуж-Напоки.

## Населення
За даними перепису населення 2002 року у селі проживали 586 осіб, усі — румуни. Усі жителі села рідною мовою назвали румунську.